# Петровка (Маріїнський округ)
Петро́вка (рос. Петровка) — присілок у складі Маріїнського округу Кемеровської області, Росія.

## Населення
Населення — 139 осіб (2010; 142 у 2002).
Національний склад (станом на 2002 рік):
- росіяни — 97 %